# Yokoi Kumiko
Yokoi Kumiko (横井久美子 (Hoành Tỉnh Cửu Mỹ Tử) Yokoi Kumiko, 1944 - 14 tháng 1 năm 2021) là một nữ ca sĩ kiêm sáng tác nhạc người Nhật Bản trú tại thành phố Kunitachi, Tokyo. Bà nổi danh với các bài hát về đề tài ô nhiễm và phân biệt đối xử, chẳng hạn như "No More Sumon No Uta" (ノーモア　スモンの歌 Nōmoa sumon no uta).

## Xuất thân và sự nghiệp
Sinh ra ở thành phố Nagoya, tỉnh Aichi, Kumiko tốt nghiệp trường trung học Kikusato thành phố Nagoya và khoa thanh nhạc trường đại học âm nhạc Kunitachi. Bà tham gia nhóm đồng ca "Voice Angelica" từ lúc học đại học. Nữ nghệ sĩ bắt đầu hoạt động làm ca sĩ solo vào năm 1969. Bà thành lập nhóm nhạc "Mugibue no Kai" và biểu diễn khắp đất nước. Năm 1998, bà du học tại Đại học Limerick ở Ireland với tư cách nhà nghiên cứu do Cục Văn hóa dành cho Nghệ sĩ mới nổi tiến cử.

## Hoạt động từ thiện
Hàng năm bà thường đến thăm Việt Nam và Ireland. Đặc biệt tại Việt Nam, trong chiến tranh Việt Nam, ngoài việc biểu diễn trực tiếp và tổ chức một buổi hòa nhạc giúp đỡ trẻ em bị ảnh hưởng bởi chất độc da cam, bà còn đến thăm các cơ sở nuôi dạy trẻ em bị ảnh hưởng bởi chất rụng lá của Quân đội Hoa Kỳ. Cụ thể vào cuối năm 1973, bà đã đến miền bắc Việt Nam trong vòng hai tuần để hát cổ động các bộ đội và nhân dân Việt Nam ở rạp Hồng Hà, Bệnh viện Bạch Mai, trận địa pháo Quảng Bình. Trong đó nổi bật là ca khúc "Sensha wa ugokenai" ( Sensha wa ugokenai, Hãy dừng chiến xa lại) thường xuyên được Đài Tiếng nói Việt Nam và Đài Phát thanh Hà Nội thu âm và phát thanh nhiều lần lúc bấy giờ. Năm 1994, Yokoi Kumiko quay lại Việt Nam, thực hiện buổi hòa nhạc đầu tiên tại Hà Nội để gây quỹ cho các trẻ em nghèo và dị tật vì chất độc da cam. Năm 2007, Yokoi Kumiko cùng đoàn thiện nguyện Nhật Bản đến thăm và giao lưu với các em có hoàn cảnh đặc biệt ở làng Hòa Bình, Thành phố Huế. Tháng 5 năm 2008, nhân sự kiện kỷ niệm 35 năm ngày thiết lập quan hệ ngoại giao Việt Nam - Nhật Bản, Yokoi Kumiko tiếp tục đến Huế biểu diễn, hỗ trợ nạn nhân chất độc da cam, giao lưu với học sinh.
Bà còn tổ chức một buổi hòa nhạc hòa bình ở Hiroshima vào tháng 8 hàng năm, đồng thời tổ chức các buổi hòa nhạc tại Nhà hát Thiếu nhi và Nhà hát Oyako. Nữ nghệ sĩ từng tham gia nhiều lễ hội Akahata và cuộc họp Kujo.

## Qua đời
Ngày 14 tháng 1 năm 2021, Kumiko mất vì ung thư thận, thọ 76 tuổi.

## Tôn vinh
Năm 2005, bà được chính phủ Việt Nam trao tặng "Huân chương Hòa bình và Hữu nghị Quốc tế" với tư cách một người bạn quốc tế đã dẫn dắt chiến tranh Việt Nam đi đến thắng lợi. Năm 2014, Kumiko nhận được "giải thưởng Công dân Hữu nghị Quốc tế" từ Bắc Ireland.

## Danh sách nhạc phẩm
Các tác phẩm của bà gồm có:
- Hibi no kurashi kara ai to roman o mitsumete
- Daichi o yurugashi, rekishi o nuri kaeta sekai no sakebi o
- Jidai no kaze ni mukai,-fū o okoshita hito-tachi no uta o